# Euphorbia citrina
Euphorbia citrina är en törelväxtart som beskrevs av Susan Carter. Euphorbia citrina ingår i släktet törlar, och familjen törelväxter. Inga underarter finns listade i Catalogue of Life.